# Чезуна (Виченца)
Чезуна је насеље у Италији у округу Виченца, региону Венето.
Према процени из 2011. у насељу је живело 606 становника. Насеље се налази на надморској висини од 1023 м.